# Parc de Saumarez
Pour les articles homonymes, voir Saumarez (homonymie).

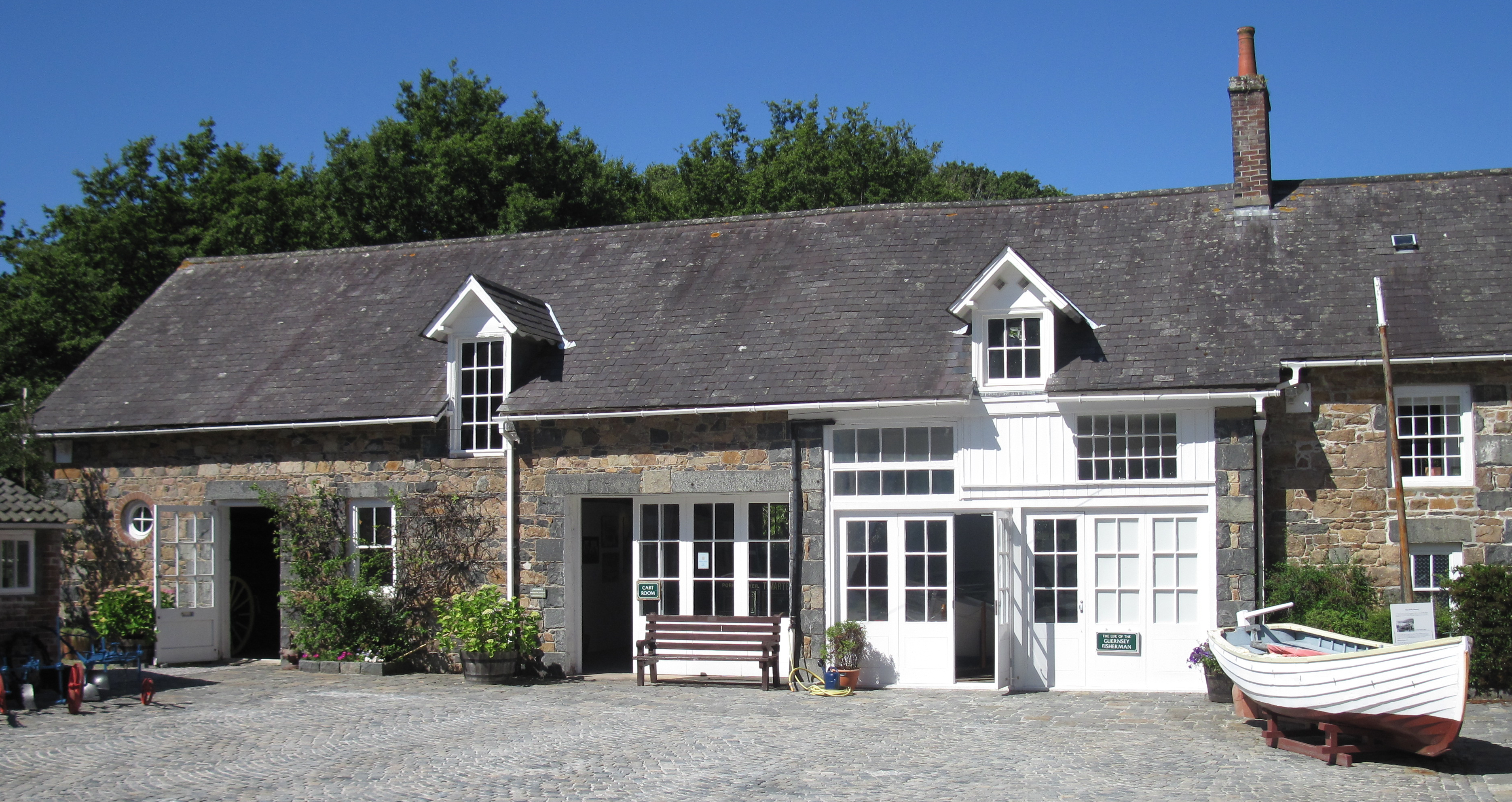
Le musée du folklore et du costume de Guernesey.

Le parc de Saumarez est un jardin public situé dans la paroisse de Sainte-Marie-du-Câtel à quatre kilomètres du centre-ville de Saint-Pierre-Port dans l'île de Guernesey.

## Présentation
Le parc de Saumarez est un vaste jardin public qui offre un certain nombre d'équipements à la population de Guernesey.
Dans ce parc public se trouvent diverses installations, notamment le musée du Folklore & Costume du National Trust de Guernesey, un café, une grande aire de jeux pour enfants, de grandes pelouses ouvertes et un étang aux canards. Un sentier naturel relie le parc à la baie de Cobo située sur la côte nord de l'île. 
Un grand manoir est aujourd'hui une maison de retraite et de soins.

## Histoire
En 1869, le baron James Saumarez junior (1843-1937), petit-fils de l'amiral James Saumarez, 1er baron de Saumarez, avait acquis la propriété par mariage en 1788 avec Martha Le Marchant. Lors de sa retraite, il fit l'acquisition du parc de Saumarez et du domaine voisin de Le Guet, après que son père eut mis la propriété en vente. Un diplomate qui avait voyagé durant sa carrière, créa un ensemble de jardins exotiques, qui comprenait une promenade au milieu de bambous, un jardin japonais, une pelouse avec des camélias, une roseraie et un jardin clos. Après sa mort, le parc de Saumarez a été acquis par les États de Guernesey.

## Musée du folklore et des costumes
Situé dans le parc, à proximité du jardin clos de style victorien, se trouve le musée du Folklore et du Costume du National Trust de Guernesey. Il est situé dans un ensemble de bâtiments de ferme traditionnels méticuleusement restaurés. Le musée présente le patrimoine de Guernesey avec des expositions couvrant la vie domestique, l'agriculture, la pêche et la mer. En outre, sont également présentés plus de 8000 pièces de collection de costumes traditionnels de Guernesey.